# Panamerikanische Spiele 2011/Boxen
Die 16. Boxwettkämpfe der Herren bei den Panamerikanischen Spielen wurden vom 21. Oktober bis zum 29. Oktober 2011 in der mexikanischen Stadt Guadalajara ausgetragen. Insgesamt wurden 40 Medaillen in 10 Gewichtsklassen vergeben.

## Medaillengewinner
| Klasse                          | Gold                      | Silber                                   | Bronze                                                               |
| ------------------------------- | ------------------------- | ---------------------------------------- | -------------------------------------------------------------------- |
| Halbfliegengewicht (bis 49 kg)  | Joselito Velásquez Mexiko | Yosvany Veitía Kuba                      | Jantony Ortiz Puerto Rico Juan Medina Herrad Dominikanische Republic |
| Fliegengewicht (bis 52 kg)      | Robeisy Ramírez Kuba      | Dagoberto Aquero Dominikanische Republic | Braulio Ávila Mexiko Juliao Henriques Brasilien                      |
| Bantamgewicht (bis 56 kg)       | Lázaro Álvarez Kuba       | Óscar Valdez Mexiko                      | Ángel Rodríguez Venezuela Robenilson de Jesus Brasilien              |
| Leichtgewicht (bis 60 kg)       | Yasniel Toledo Kuba       | Robson Conceição Brasilien               | Angel Suarez Puerto Rico Angel Gutierrez Mexiko                      |
| Halbweltergewicht (bis 64 kg)   | Roniel Iglesias Kuba      | Valentino Knowles Bahamas                | Joelvis Hernandes Venezuela Éverton Lopes Brasilien                  |
| Weltergewicht (bis 69 kg)       | Carlos Banteur Kuba       | Óscar Molina Mexiko                      | Mian Hussain Kanada Myke Carvalho Brasilien                          |
| Mittelgewicht (bis 75 kg)       | Emilio Correa Bayeux Kuba | Jaime Cortez Ecuador                     | Juan Rodriguez Venezuela Brody Blair Kanada                          |
| Halbschwergewicht (bis 81 kg)   | Julio César La Cruz Kuba  | Yamaguchi Falcão Brasilien               | Carlos Góngora Ecuador Armando Pina Mexiko                           |
| Schwergewicht (bis 91 kg)       | Lenier Pero Kuba          | Julio Castillo Ecuador                   | Yamil Peralta Argentinien Anderson Emmanuel Barbados                 |
| Superschwergewicht (über 91 kg) | Ítalo Perea Ecuador       | Juan Hiracheta Mexiko                    | Isaia Mena Kolumbien Gerardo Bisbal Puerto Rico                      |

## Medaillenspiegel
| Rang  | Land                    | Gold | Silber | Bronze | Gesamt |
| ----- | ----------------------- | ---- | ------ | ------ | ------ |
| 1     | Kuba                    | 8    | 1      | 0      | 9      |
| 2     | Kanada                  | 2    | 0      | 3      | 5      |
| 3     | Mexiko                  | 1    | 4      | 4      | 9      |
| 4     | Ecuador                 | 1    | 2      | 1      | 4      |
| 5     | Puerto Rico             | 1    | 0      | 3      | 4      |
| 6     | Brasilien               | 0    | 2      | 5      | 7      |
| 7     | Dominikanische Republik | 0    | 2      | 1      | 3      |
| 8     | Kolumbien               | 0    | 1      | 1      | 2      |
| 9     | Bahamas                 | 0    | 1      | 0      | 1      |
| 10    | Venezuela               | 0    | 0      | 4      | 4      |
| 11    | Argentinien             | 0    | 0      | 3      | 3      |
| 12    | Barbados                | 0    | 0      | 1      | 1      |
| Total | Total                   | 13   | 13     | 26     | 52     |